# Karl-Heinz Boska
Karl-Heinz Boska (18 de outubro de 1920 - 22 de outubro de 2004) foi um oficial alemão que serviu durante a Segunda Guerra Mundial. Foi condecorado com a Cruz de Cavaleiro da Cruz de Ferro.

## Carreira

### Patentes
SS-Obersturmführer

### Condecorações
| Cruz de Ferro 2ª Classe                                   |
| Cruz de Ferro 1ª Classe                                   |
| Cruz de Cavaleiro da Cruz de Ferro 16 de dezembro de 1943 |